# Barzio
Barzio är en ort och kommun i provinsen Lecco i regionen Lombardiet i Italien. Kommunen hade 1 306 invånare (2018).